# Steen Østergaard

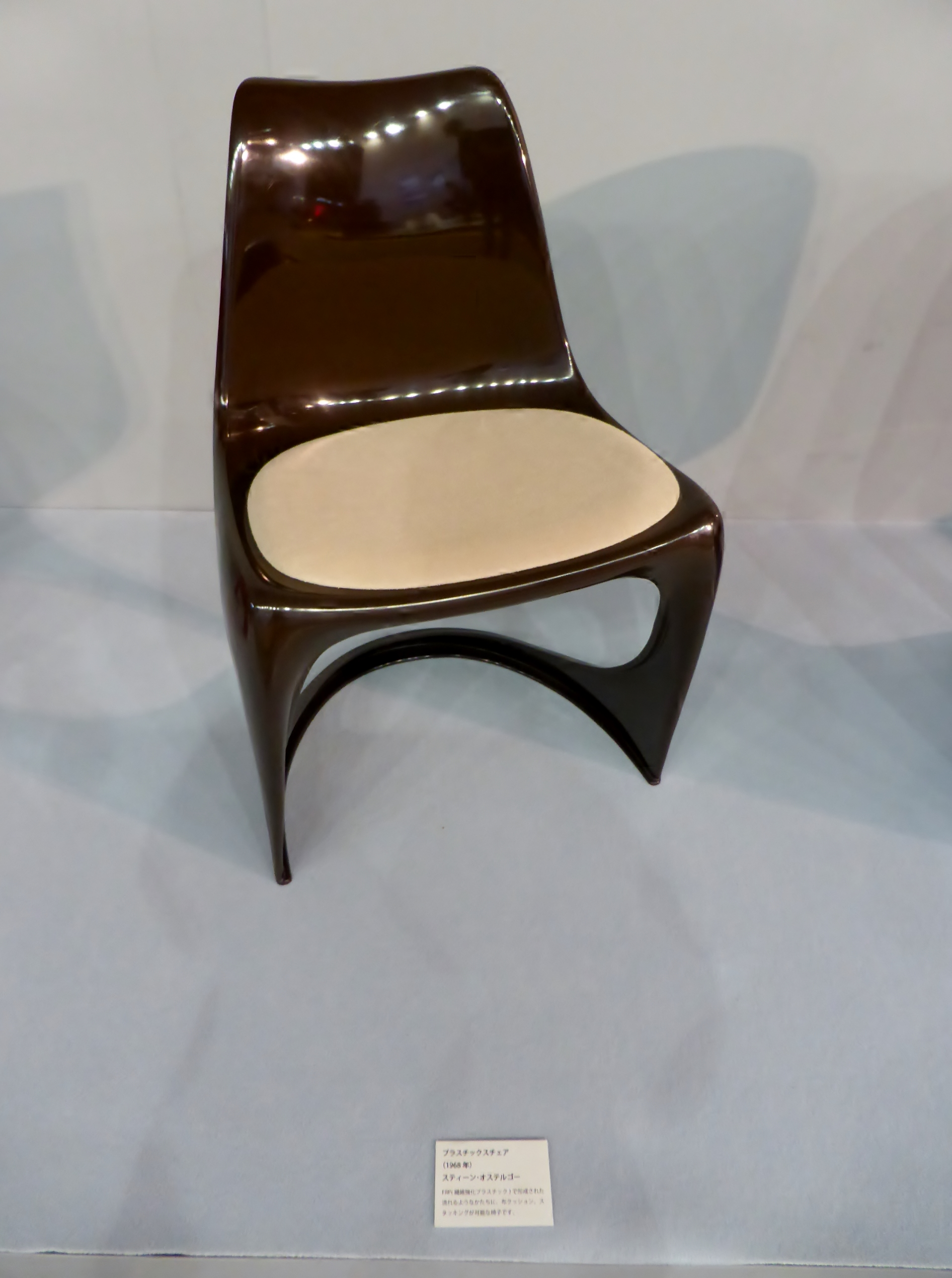
De 290

Steen Østergaard (Denemarken, 21 december 1935) is een Deens architect en industrieel ontwerper. Een van zijn bekendste ontwerpen is de '290'-stoel. Dit was de eerste stoel die door middel van spuitgieten in één enkele handeling kon worden geproduceerd. De ontwerpen van Østergaard worden naar eigen zeggen gekenmerkt door aandacht voor esthetiek en menselijke anatomie. Sommige van de ontwerpen die Østergaard in de jaren zestig maakte, werden in het begin van de 21ste eeuw opnieuw op de markt gebracht.

## Biografie
Steen Østergaard begon zijn opleiding bij een meubelmaker, waarna hij in 1957 zijn opleiding tot meubelarchitect begon aan de School voor Kunsten en Ambachten in Kopenhagen. Hier studeerde hij in 1960 af. Vervolgens was hij twee jaar officier in het Deense leger.
Van 1962 tot 1966 werkte Ostergaard voor de Deense meubelarchitect Finn Juhl. Van 1970 tot 1975 was hij hoofdontwerper en ontwikkelaar voor architect Poul Cadovius. Van 1978 tot 1981 was hij manager bij Wiltax, de grootste kledenfabrikant in Denemarken.
Het werk van Steen Østergaard is zeer divers. Hij ontwierp onder meer barbecues, zandbakken, salontafels, tuinmeubilair, bankstellen, een koffiemolen, een stofzuiger voor kappers, enzovoorts. Zijn bekendste werk is de stoel "290" uit 1966, die werd ontworpen voor het Deense meubelmerk CADO. Dit is een stapelbare stoel van fiberglas en het eerste meubelstuk dat in een keer gespuitgiet kan worden. Een ander bekend ontwerp is "the Ship", een zand- en waterbak in de vorm van een schip. Dit ontwerp uit 1975 voor Dansk Lysreklame is eveneens stapelbaar en is gemaakt van polyurethaan.
Hoewel zijn opleiding tot meubelmaker wellicht anders zou doen vermoeden, zijn de ontwerpen van Østergaard voornamelijk in kunststoffen en metalen. Hout is in zijn repertoire niet of nauwelijks zichtbaar.